# Marja Bešter Turk
Marja Bešter Turk, slovenska slovenistka in jezikoslovka, * 8. januar 1961, Radovljica.

## Življenje
Gimnazijo je obiskovala v Kranju. Leta 1984 je diplomirala na Filozofski fakulteti Univerze v Ljubljani, in sicer na področju slovenskega in nemškega jezika ter književnosti. Štiri leta kasneje je magistrirala, leta 1993 pa z disertacijo Izrazila slovenske politične propagande (ob gradivu iz pred- in medvojnega obdobja) pridobila doktorski naziv.
Zaposlena je bila kot profesorica slovenščine in nemščine na Srednji šoli ekonomske in družboslovne usmeritve Kranj, Filozofski fakulteti Univerze v Ljubljani, trenutno pa je izredna profesorica na Pedagoški fakulteti univerze v Ljubljani. 
Bila je tudi lektorica na Filozofski fakulteti v Tübingenu, Inštitutu za slavistiko, Inštitutu za izobraževanje prevajalcev in tolmačev Univerze Karla-Franca v Gradcu. V poletnem semesteru 1994/95 je bila gostujoča profesorica na Inštitutu za slavistiko Univerze v Celovcu.
Je soavtorica učnega načrta za slovenščino v OŠ in gimnaziji ter srednjih strokovnih šolah (1998).

### Gradiva za osnovne in srednje šole
Je soavtorica gradiv za pouk slovenskega jezika v osnovnih in srednjih šolah.
- Gradim slovenski jezik (4., 5. in 6. razred OŠ),
- Slovenščina za vsak dan (7., 8. in 9. razred OŠ),
- Na pragu besedila (1., 2., 3. in 4. letnik gimnazij in srednjih strokovnih šol)

### Članki v strokovnih revijah
Napisala je več člankov za revije Jezik in slovstvo, Slavistična revija, Jezik in čas, Seminar slovenskega jezika, literature in kulture, ...
- Funkcionalna (ne)pismenost v Sloveniji (JiS, 1994/95)
- Prenova jezikovnega pouka pri predmetu slovenski jezik (JiS, 1995/96; soavtorica)
- Raba poimenovanj za ženske osebe v uradovalnih besedilih (SSJLK, 1997)
- Sporazumevalna zmožnost – eden izmed temeljnih ciljev pouka slovenščine (JiS, 2011)
- Sodobno pojmovanje pismenosti in pouk slovenskega jezika v šolah Republiki Sloveniji (SSJLK, 2003)

## Nagrade
Prešernovo nagrado za študente Univerze v Ljubljani je prejela za svoje diplomsko delo.
Leta 2003 je prejela državno nagrado za delo na področju šolstva.